# Stephos tsuyazakiensis
Stephos tsuyazakiensis is een eenoogkreeftjessoort uit de familie van de Stephidae. De wetenschappelijke naam van de soort is voor het eerst geldig gepubliceerd in 1967 door Tanaka.